# Župnija Ljubljana - Ježica
Župnija Ljubljana - Ježica je rimskokatoliška teritorialna župnija dekanije Ljubljana - Šentvid, nadškofije Ljubljana.

## Zgodovina
Župnija Ježica je bila ustanovljena leta 1803, pred tem pa je bila podružnica Župnije Sv. Petra, od leta 1787 pa kot lokalija. Prva cerkev, ki se je imenovala Sv. Kancijan v Savljah in je bila večkrat omenjena v srednjeveških in kasnejših dokumentih, ni več ohranjena. Novo cerkev so sezidali v letih 1798 do 1802, s prizidkom po načrtu arhitekta Vinka Glanza pa so jo dopolnili leta 1939.

## Notranjost cerkve
Danes župnijsko cerkev na Ježici sestavljata dva dela, enoladijski starejši prostor in kvadratna dvorana pokrita z ravnim kasetiranim lesenim stropom. Ohranjeno je nekaj stare umetniške opreme (med drugim Herrleinova slika Sv. Magdalene pod križem), najpomembnejši pa je mozaični okras za katerega sta naslikala osnutke slikarja Stane Kregar in Lojze Čemažar, v letih 1963 do 1985 pa je mozaike izdelal Alfio Tambosso.

## Farne spominske plošče
V župniji so postavljene Farne spominske plošče, na katerih so imena vaščanov iz okoliških vasi (Ježica, Kleče, Savlje), ki so padli na protikomunistični strani v letih 1942-1945. Skupno je na ploščah 30 imen.